# George Vella
George Vella (* 24. dubna 1942 Żejtun) je maltský politik a desátý prezident Maltské republiky.
Narodil se ve městě Żejtun na východě ostrova Malta. Na Maltské univerzitě studoval na lékařské fakultě, kde absolvoval v roce 1964. Roku 1976 vstoupil do Labour Party a o dva roky později byl zvolen jako poslanec do maltského parlamentu. V letech 1992–2003 byl místopředsedou strany. V obdobích 1996–1998 a 2013–2017 byl ministrem zahraničí. Od 4. dubna 2019 do 4. dubna 2024 byl prezidentem Malty.

## Vyznamenání
- společník Národního řádu za zásluhy – Malta
- čestný rytíř-komandér Řádu svatého Michala a svatého Jiří – Spojené království, 2018
- velkokříž Maltézského záslužného řádu
- rytíř velkokříže Řádu svaté Agáty – San Marino
- velkokomtur Řádu cti – Řecko